# Menemerus arabicus
Menemerus arabicus là một loài nhện trong họ Salticidae.
Loài này thuộc chi Menemerus. Menemerus arabicus được Jerzy Prószyński miêu tả năm 1993.